# Bījeh Mīr
Bījeh Mīr (persiska: بيجه مير, بِجِه مير, بُرجلو, مِجمير) är en ort i Iran.   Den ligger i provinsen Ardabil, i den nordvästra delen av landet, 400 km nordväst om huvudstaden Teheran. Bījeh Mīr ligger 1 693 meter över havet och antalet invånare är 193.
Terrängen runt Bījeh Mīr är huvudsakligen kuperad, men åt nordost är den platt.Runt Bījeh Mīr är det ganska tätbefolkat, med 139 invånare per kvadratkilometer. Närmaste större samhälle är Nīr, 5,5 km nordost om Bījeh Mīr. Trakten runt Bījeh Mīr består i huvudsak av gräsmarker.